# 亨丽埃特·普莱斯堡
亨丽埃特·马克思（德語：Henriette Marx；1788年9月20日—1863年11月30日），本名亨丽埃特·普莱斯堡（Henriette Pressburg）是共产主义哲学家卡尔·马克思的母亲。1788年，她出生在荷兰奈梅亨，是富裕的纺织品商人、猶太會堂诵读员以撒·海曼斯·普莱斯堡和其妻子纳内特·所罗门（婚前姓科恩）的女儿。她有4个兄弟姐妹。她的母亲纳内特·所罗门的叔叔是英国金融家列维·巴伦特·科恩。1814年，她在奈梅亨猶太會堂嫁给希舍尔·莱维。她得到2万荷兰盾的嫁妆。婚后，夫妇俩搬到希舍尔的家乡普鲁士莱茵兰特里尔，希舍尔在那里成为一名成功的律师。她和丈夫生有4个孩子和5个女儿，包括卡尔·马克思、路易丝·尤塔和埃米莉·康拉迪，其中有两个儿子在幼年时夭折。1817年左右，她的丈夫改名为海因里希·马克思，并受洗加入路德教会，1824年8月，他们的孩子也加入该教会。亨利埃特于1825年11月受洗。这些行为导致她与海因里希的家人彻底断绝关系——海因里希的父亲是特里尔的拉比——但她仍与她在荷兰的家人保持着密切联系。1863年，她在特里尔去世，享年75岁。
1820年，她的妹妹索菲·普莱斯堡嫁给荷兰烟草商人莱昂·飞利浦，即后来创建飞利浦公司的弗雷德里克·飞利浦的父亲以及赫拉德·飞利浦和安东·飞利浦的祖父。